# Пеленська Ірина
Ірина Пеленська (Винницька) (1906–1990) — українська письменниця, журналістка, громадська діячка, дружина Євгена-Юлія Пеленського.

## Життєпис

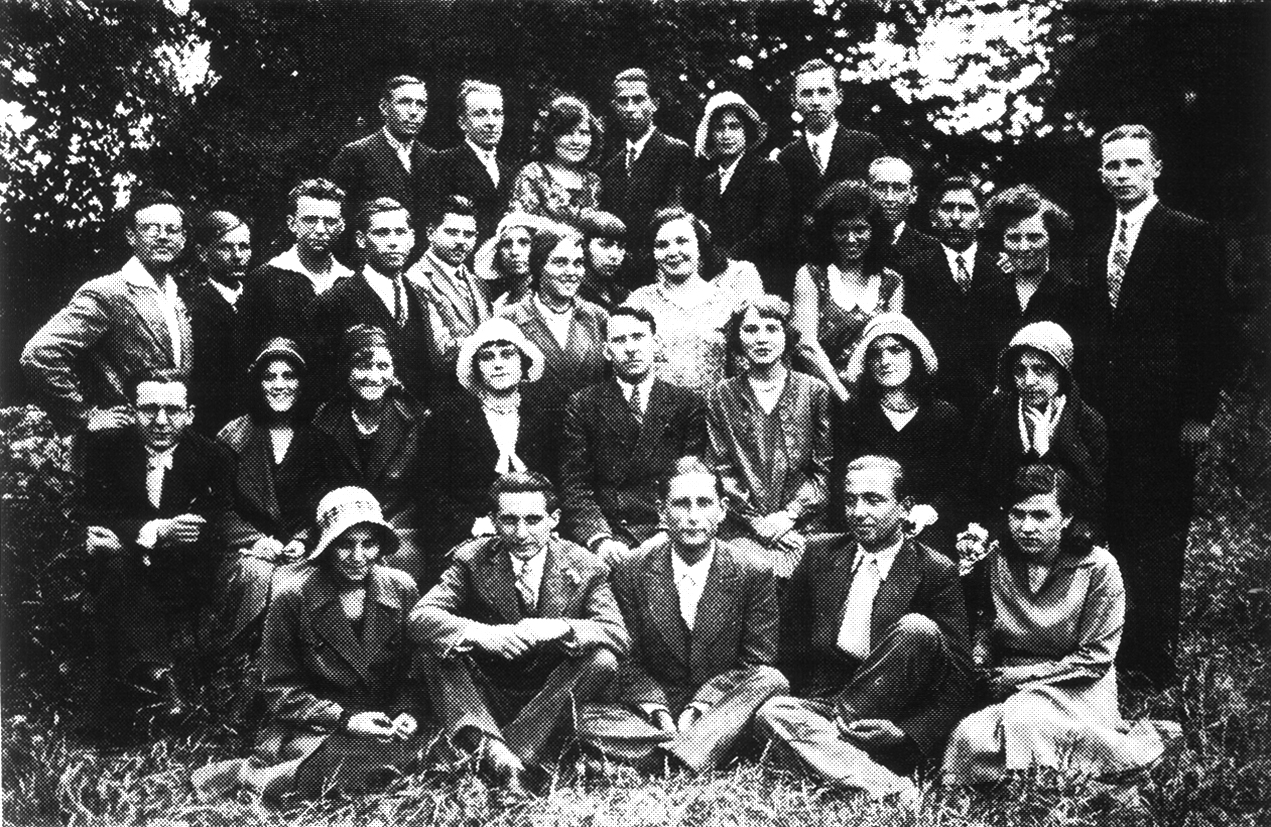
Гурток студентів-україністів у Львові, червень 1931 р. 2 ряд знизу, перший зліва— Б. І. Антонич, поряд — Ірина Пеленська.

Ірина Пеленська народилася 8 листопада 1906 р. у с. Грабовець, пов. Станиславів (тепер Богородчанського району Івано-Франківської області).
Закінчила Стрийську гімназію, потім філологічний факультет Львівського університету (1933), одержала мґр. за працю «Жіночі постаті в творах О. Кобилянської». Друкувалася у часописах «Молоде життя», «Нова хата», «Дажбог» та інших.
У роки війни родина Пеленських потрапила до Кракова, потім перебралася до Німеччини. У 1949 р. прибула до Австралії, поселилась у Сіднеї. Співосновниця Об'єднання Українських Жінок (згодом Союз Українок Австралії), пластові гуртки у переселенчому таборі Ковра (англ. Cowra).
Редагувала жіночу сторінку в тижневику «Вільна Думка» (Австралія).
Обиралася головою Союзу українок Австралії, заступником голови Світової Федерації Українських Жіночих Організацій. Потім емігрувала до США (1962), мешкала спочатку в Філадельфії, потім Детройті. 
Видавала часопис «Українка в світі», працювала в редакції газети «Америка», брала активну участь у громадському житті. 
Померла Ірина Пеленська 4 січня 1990 року в м. Детройті. Член Об'єднання українських письменників «Слово», Наукового Товариства ім. Шевченка.

## Творчий доробок
Автор повістей «Христина» (1939), «Музика» (1944), збірок новел «Кам'яна сокира» (1948), «Горіхове лушпиння» (1949), творів для дітей, праць про нову українську літературу.
Окремі твори:
- Винницька І. З воєнного нотатника (Відбитка з «Краківських вістей»). — Краків, 1940. −38 с.
- Винницька І. Кам'яна сокира. Оповідання. — Нью-Йорк, 1967. — 71 с.
- Винницька І. Музика: Повість. — Буенос-Айрес: Вид-во М. Денисюка, 1954. — 211 с.
- Винницька-Пеленська І. Стихії // Слово. Збірник 7. — Едмонтон, 1978. — С.71-73.